# Nigel Waymouth
Nigel Waymouth (* 1941) je výtvarník. Narodil se v Indii, dětství strávil v Argentině a v roce 1953 se s rodiči přestěhoval do Anglie. V roce 1966 byl zakladatelem několika butiků v londýnské ulici King's Road. V roce 1967 založil spolu s Michaelem Englishem skupinu Hapshash and the Coloured Coat, která se věnovala převážně tvorbě psychedelických plakátů, ale vydala také dvě hudební alba s avantgardní hudbou. Činnost skupina ukončila dva roky po svém vzniku. Jeho manželkou je fotografka Marissa Roth.